# Ska
Ska (IPA: /skɑː/ eller [skjæ]) är en musikgenre som har sitt ursprung i det sena 1950-talets Jamaica och som hade sina gyllene år på Jamaica cirka 1962-67. Millie Small hade den första internationella hiten med låten "My Boy Lollipop", som nådde en andraplats på den engelska hitlistan i maj 1964. Ska-musiken är föregångare till musikstilarna rocksteady och reggae. Ska kombinerade karibisk mentomusik och calypso med amerikansk jazz och rhythm and blues. Den karaktäriseras av en snabb rytm i 4/4-takt som markeras av en tydlig baktakt. Under tidigt 1960-tal dominerade ska-musiken den jamaicanska musikscenen, och den var även populär bland brittiska mods. Senare blev den populär bland många skinheads. 
Musikhistorier delar oftast in ska-musikens historia i tre perioder: den jamaicanska originalscenen under 1960-talet (Första vågen), den engelska 2 Tone-återuppväckandet av ska under 1970-talet (Andra vågen) och tredje vågens skarörelse, som började under 1980-talet och steg i popularitet i USA under 1990-talet.

## Etymologi
Det finns flera olika teorier om varifrån ordet ”ska” kommer. Ernest Ranglin menade att termen myntades av musiker som imiterar ljudet ”skat! skat! skat!” som uppstår när man spelar baktakt på en gitarr. En annan förklaring är att basisten Cluett Johnson uppmanade Ernest Ranglin att ”play like ska, ska, ska” under en inspelningssession 1959 som producerades av Coxsone Dodd. Denna teori har dock avfärdats av Ranglin, som menade att ”Clue(tt) couldn’t tell me what to play!”. Ytterligare en teori är att det har sitt ursprung i Cluett Johnsons uttryck ’’skavoovie’’, som han brukade använda som hälsningsfras. Jackie Mittoo insisterade att musikerna själva kallade rytmen för ’’Staya Staya’’, och att det var Byron Lee som introducerade begreppet ’ska’. 
"Gitarren och pianot gör ett ska-ljud, som ’ska, ska,’ det är därför vi kallar det för SKA. Ljudet från gitarren och pianot, det är det som ger det namnet ska."
		- Derrick Morgan
Ranglin beskrev skillnaden mellan R&B och skarytmerna som att R&Bns rytm låter ”’’chink’’-ka” och skarytmen låter ”ka-’’chink’’”.

## Historia

### Första vågen - klassisk ska
Efter andra världskriget ökade försäljningen av radioapparater i Jamaica och befolkningen fick i större utsträckning tillgång till rhythm and blues från de amerikanska sydstatsstäderna, som New Orleans, och artister som Fats Domino och Louis Jordan. 
Utstationerandet av amerikanska trupper på jamaicansk mark under och efter kriget ledde till att jamaicanerna kunde lyssna till militära radiosändningar som spelade amerikansk musik, och tillströmningen av amerikanska skivor var konstant. För att möta intresset för denna sortens musik bildades s.k. ’’sound systems’’ av entreprenörer så som Prince Buster, Clement ”Coxsone” Dodd och Duke Reid. 
Då jump blues och de mer traditionella formerna av R&B började minska i popularitet under tidigt 1960-tal började jamaicanska artister att spela in sina egna versioner av genrerna. 
Stilen byggdes upp med hjälp av takter med fyra trioler, men karaktäriserades av en gitarrbetoning på baktakt – även kallat ’’upstroke’’ eller ’’skank’’ – där blåsverken tar ledningen samtidigt som den ofta följer baktaktsskanken. Piano används för att förstärka basen, återigen inom ramen för ’’skank’’, och trummorna höll 4/4-takt (bastrumman förstärktes på tredje slaget i varje 4-triolsfras). Baktakten finns även inom andra karibiska musikformer, så som mento och kalypso. 
En teori rörande uppkomsten av ska är att Prince Buster skapade stilen under sin första inspelningssession med sitt då nystartade skivbolag ’’Wild Bells’’. Sessionen finansierades av Duke Reid, som skulle få hälften av alla låtarna att släppa själv. Gitarren började förstärka andra och fjärde takterna i varje notslinga, vilket förhöjde det nya soundet. Trumstilen lånades från traditionella jamaicanska trum- och marschstilar. För att skapa skatakten snärtade Prince Buster till R&Bns shuffle-takt och betonade baktakten med hjälp av gitarren. Prince Buster har explicit åberopat amerikansk rhythm & blues som skans ursprungskälla; mer specifikt Willis Jacksons låtar ”Later for the Gator”, ”Oh Carolina” och ”Hey Hey Mr. Berry”. 
De första inspelningarna med ska-musik gjordes i studios som Studio One och WIRL Records i Kingston, Jamaica med producenter som Dodd, Reid, Prince Buster och Edward Seaga. Det positiva, glada skasoundet sammanföll med den feststämningen som infann sig i landet i samband med självständigheten från den tidigare kolonialmakten Storbritannien år 1962; en händelse som bl.a. högtidlighölls med hjälp av Derrick Morgans låt ”Forward March” och The Skatalites  ”Freedom Sound”. Eftersom Jamaica inte ratificerade Bernkonventionen för skydd av litterära och konstnärliga verk förrän år 1994 var upphovsrätten inget problem, vilket ledde till skapandet av ett antal coverlåtar och nytolkningar av redan existerande skalåtar. Jamaicanska musiker så som The Skatalites spelade ofta in skaversioner av populär brittisk och amerikansk musik, så som Beatleslåtar, Motown- och Atlantic Records soulhitar , ledmotiv till filmer och surfrock. Bob Marleys band The Wailers gjorde en cover på Beatles ”And I Love Her” och en radikal omtolkning av Bob Dylans ”Like a Rolling Stone”. 
Byron Lee & the Dragonaires spelade ska med Prince Buster, Eric ”Monty” Morris och Jimmy Cliff på 1964 års världsutställning i New York. Då musiken förändrades i USA förändrades även ska-musiken. Under 1965 och 1966, då den amerikanska soulmusiken utvecklades och blev mjukare och långsammare, utvecklades skan parallellt och gick så småningom över i den stil som kom att kallas rocksteady. Rocksteadyns glansdagar var dock korta, med en topp 1967, och redan 1968 utvecklades skan vidare till reggae.

### Andra vågen - 2 Tone

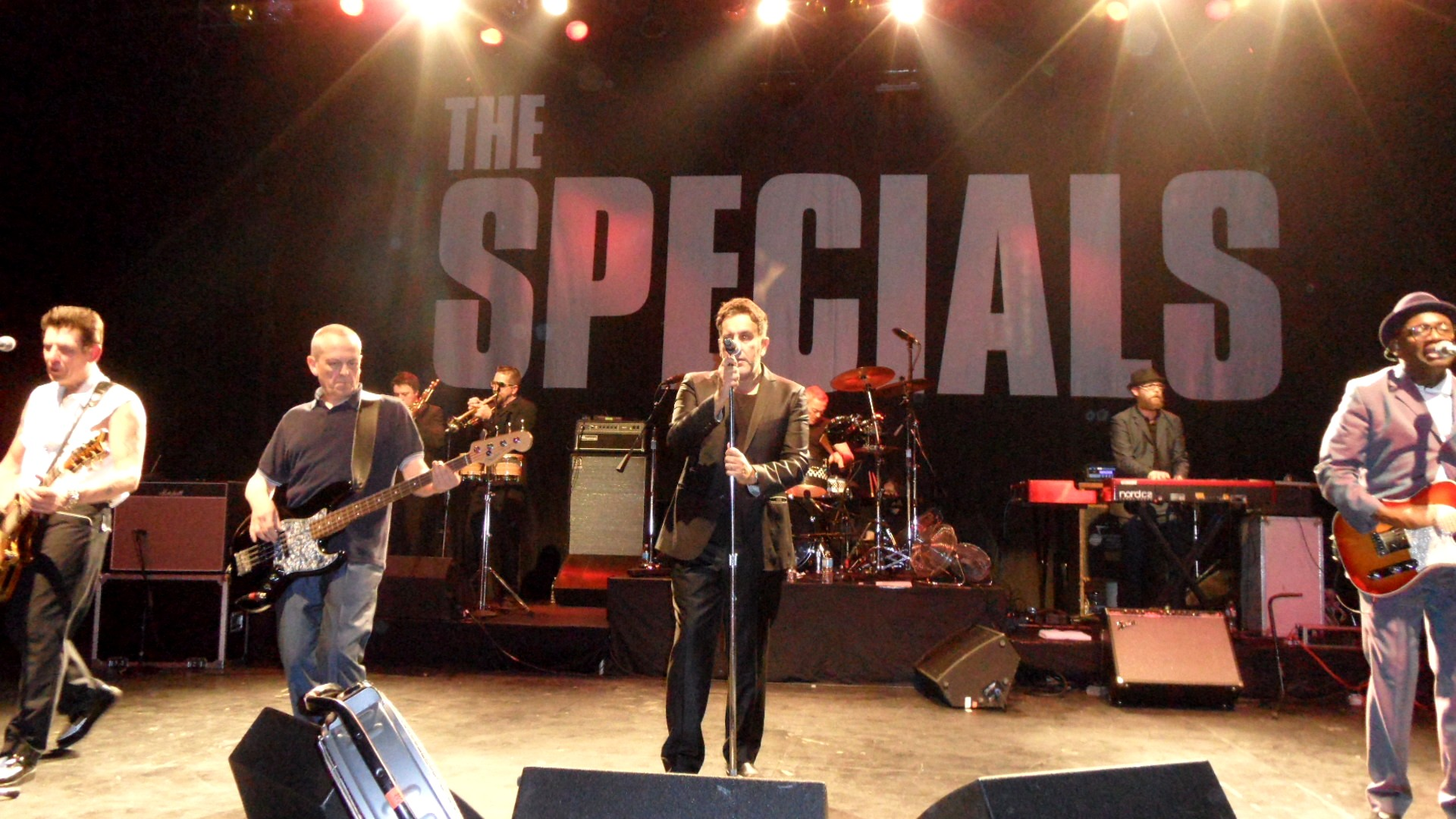
The Specials

2 Tonegenren, som utvecklades under sent 1970-tal i områden runt staden Coventry i England, var en fusion av jamaicanska skarytmer och melodier och punkrockens mer aggressiva gitarrackord och texter. Jämfört med 60-talets ska hade 2 Tonemusiken snabbare tempo, en mer fyllig instrumentation och en hårdare betoning. Genren döptes efter 2 Tone Records, ett skivbolag som grundades av Jerry Dammers, medlem i bandet The Specials. I många fall ledde omarbetandet av klassiska skalåtar till att originalen åter igen blev hitar i Storbritannien.
2 Tonerörelsen förespråkade föreningen av ”raser” under en period då rasmotsättningar var stora i Storbritannien. Många av The Specials låtar ökade medvetenheten kring frågor rörande rasism, våld och vänskap. Upplopp i brittiska städer var en vanlig företeelse den sommaren som The Specials hade en hit med låten ”Ghost Town” (vilken i sig snarare gick i det betydligt långsammare reggaetempot). De flesta av 2 Tonebanden hade en multietnisk banduppsättning, så som The Beat (kända som English Beat i Nordamerika och som British Beat i Australien), The Specials och The Selecter. Madness var, trots att de enbart släppte en singel via 2 Tone Records, bland de mest framgångsrika banden när det kom till att föra ut 2 Tonemusiken i mainstreammusikvärlden.

### Tredje vågen
Under sent 1980-tal hade skans popularitet tillfälligt ökat i popularitet i Storbritannien, lett av band så som The Hotknives, The Trojans, Potato 5 och The Loafers, såväl som av återuppståndelsen av skafestivaler och skivbolag, där det mest anmärkningsvärda bolaget var Unicorn Records. 
Det tidiga 80-talet upplevde en enorm internationell uppgång för skans popularitet, speciellt i Europa. Tyskland visade sig i framkant i denna rörelse, då det i landet uppstod en stor mängd skaband, skivbolag och festivaler. Bland de mer framstående tyska skabanden återfinns Skaos, Blechreiz och The Busters. Andra framstående band från Europas sena 80-talets- och tidiga 90-talets skauppsving innefattade Mr. Review och Mark Foggo’s Skasters från Amsterdam, och Skarface från Frankrike.
Den australiensiska skascenen blomstrade under mitten av 80-talet, följandes de musikaliska föregångarna 2 Tone och med band som Strange Tenants och No Nonsens, båda från Melbourne, och senare The Porkers från Newcastle, som förtrupp. Vissa av dessa band åtnjöt framgångar på de australiensiska musiklistorna, framförallt Sydneygruppen The Allniters, vilka placerade sig på plats 10 med en skacover på ”Montego Bay” år 1983.
Japan etablerade först sina egna ska- och reggaescener – den förra i folkmun kallad ”J-Ska” – i mitten av 80-talet. Tokyo Ska Paradise Orchestra, som bildades 1988, har varit en av landets mest framgångsrika föregångare för skascenen.
Sydamerikas skascen började utvecklas under 80-talet. Sydamerikanska skaband blandar generellt sett traditionella skarytmer med starka influenser från Latin-musik och rock en Español. Det mest framstående av dessa band är Los Fabulosos Cadillacs från Argentina. De bildades 1985 och har sålt miljontals skivor över hela världen. De fick en internationell hit med låten ”El Matador” 1994, och de vann en Grammy för bästa Latin Rock/Alternativa album 1998.

### Nordamerika
Under tidigt 80-tal började skaband bildas i USA, influerade av 2 Tone. The Uptones från Berkeley, Kalifornien och The Toasters från New York bildades båda 1981, och var bland de första aktiva skabanden i Nordamerika. De tillräknas båda förtjänsten för att lägga grunden för amerikansk ska och för att ha etablerat scascener i deras respektive regioner. Många av de tidiga amerikanska skabanden fortsatte i samma anda som 2 Tonetraditionen och modsåteruppväckelsen, men band som Fishbone, The Mighty Mighty Bosstones och Operation Ivy blev snarare pionjärer för den amerikanska skapunksundergenren. Denna var en sammansmältning av ska och punkrock, och typiskt för den var att man tonade ner skans R&B-influenser till förmån för snabbare tempon och gitarrdistorsion.
Två brännpunkter för USA:s knoppande skascen var New York City och Orange County i Kalifornien. I New York bildade Toasters fronfigur Robert ”Bucket” Hingley independentbolaget ’’Moon Ska Records’’ 1983. Skivbolaget blev snabbt det största independentbolaget för ska i USA, och de släppte skivor med stora östkustband som The Slackers, The Scofflaws och The Pietasters. Skascenen i Orange county var en grogrund för skapunk och mer populärmusikaliskt inspirerad ska-musik; dessa personifierades i bl.a. band som Reel Big Fish, No Doubt och Sublime. Det var här som begreppet ”tredje vågens ska” myntades och uttrycket gjordes populärt av Tazy Phyllips (värd för radioprogrammet Ska Parade), som använde det för att beskriva den nya vågen av ska-influerade band vars kändisskap stadigt växte. San Francisco Bay Area bidrog även till skans växande popularitet; band som Skankin’ Pickle, Let’s Go Bowling och dance Hall Crashers blev kända inom turnévärlden. 
Under mitten av 90-talet ökade underground-skans popularitet, något som märktes tydligt genom bildandet av ett otal skabaserade skivbolag, bokningsorganisationer och indiezines. Emedan Moon Ska fortfarande var USA:s största skaskivbolag, fanns där även Chicagobaserade Jump Up Records, som täckte upp den myllrande mellanvästern, och Steady Beat Recordings i Los Angeles, som ansvarade för den revival den traditionella skan fick i södra Kalifornien i och med bandet Hepcat. Montréals Stomp Records var Kanadas främsta distributör av ska-musik, med titlar från kanadensiska band som The Planet Smashers, The Kingpins och King Apparatus. Utöver detta utökade många indie- och punkrocksskivbolag som Hellcat Records och Fueled by Ramen sina repertoarer för att inkludera både ska- och skapunkband. Asian Man Records (tidigare Dill Records som grundades av Skankin’ Pickles medlem Mike Park 1996 började med att huvudsakligen ge ut skapunkalbum, innan de utökade verksamheten till att släppa tidiga skivor från punkbanden Alkaline Trio och The Lawrence Arms. 
År 1993 skrev The Mighty Mighty Bosstones kontrakt med Mercury Records, varpå de blev det första amerikanska skabandet som rönte framgångar hos mainstreampubliken. Deras album Question the Answers från 1994 sålde guld och låg som högst på plats 138 på Billboard 200. 1995 släppte punkbandet Rancid (som bestod av bl.a. före detta medlemmar ur bandet Operation Ivy) skalåten ”Time Bomb” som nådde åttonde plats på Billboards Alternative Songslista och blev den första riktigt stora skahitten under 1990-talet; den bidrog även till att föra ut skan i den amerikanska offentligheten. Under de följande åren dök en mängd ska- och skainfluerade låtar upp högt upp i mainstreamradion, så som No Doubts ”Spiderwebs”, Reel Big Fishs ”Sell Out” och The Mighty Mighty Bosstones ”The Impression That I Get”. Dessa bands respektive album kom senare alla tre att sälja platina. Kring år 1996 var tredje vågens ska en av de mest populära formerna av alternativ musik i USA. 
Under sena 90-talet började intresset för tredje vågens ska sakta att avta, och skan lämnade plats för andra musikgenrer som växte i styrka och popularitet. Moon Ska Records dukade under på 2000-talet, men Moon Ska Europé, deras Europafilial, fortsatte att bedriva verksamhet under 00-talet och återlanserades senare som Moon Ska World. År 2003 lanserade Hingley ett nytt skaorienterat skivbolag; Megalith Records.

## Framstående grupper och artister

### Jamaica 1962-1966
- Laurel Aitken
- Roland Alphonso
- Desmond Dekker
- Phyllis Dillon
- Alton Ellis
- The Ethiopians
- The Gaylads
- Jimmy Cliff
- Ernest Ranglin
- Rico Rodriguez
- Prince Buster
- The Maytals
- The Skatalites[4]
- Millie Small
- The Soul Brothers
- Tommy McCook & The Supersonics
- The Wailing Wailers (Bob Marley, Peter Tosh, Bunny Wailer, m.fl.)

### 2 Tone, främst England, ca 1979-1980-tal
- Bad Manners
- Bodysnatchers
- The Beat
- Fishbone
- Madness
- The Selecter
- The Specials / Special AKA
- The Trojans

### Tredje vågen, ca 1990-2010-tal
- The Dancehall Crashers
- Eskalator
- Hepcat
- Mobster
- Goldfinger
- The Mighty Mighty Bosstones
- No Doubt
- Reel Big Fish
- The Skalatones
- Skalar
- Slackers
- Skalariak
- Skaferlatine
- The Toasters
- Buck-O-Nine
- Catch 22
- Less Than Jake
- Liberator
- Streetlight Manifesto
- Monster
- The Liptones
- Athena
- Goldfinger
- Operation Ivy
- Rasta Hunden
- Sublime
- The Fitzgeralds
- Ska-P
- Streetlight Manifesto
- Millencolin
- Babylove And The Van Dangos
- Ska'n'Ska